# Árhatás
Az árhatás elmélete azt a pszichológiai jelenséget példázza, hogy a  világban teljesen elterjedt, hogy valaminek az ára egyenes arányos annak az értékével. Minél drágább valami, annál értékesebbnek tartják, amely nem minden esetben igaz. Az árhatás mint jelenség teljes mértékben hatással van az emberi agyra. Ha lehetőséget adunk az embereknek, hogy választhatnak két ugyanolyan ital között, azonban az egyik ára 2000 Ft míg a másiké 4500 Ft, akkor az emberek nagy része automatikusan a 4500 Ft-os italt fogják választani. Az emberek lehetőségeikhez képest mindig a drágább terméket választják majd, legyen az bor, hús, vagy éppen egy egyszerű fülhallgató.

## Az agyra gyakorolt hatása
Hilke Plassman neurológus kollégái segítségével végzett kísérletet. Meghívtak embereket, hogy kóstoljanak meg kétféle bort. Az egyik borra 10 dollár volt írva, míg a másikra 90, azonban a két üveg teljesen ugyanazt a bort tartalmazta. Annak ellenére, hogy a két üveg bornak teljesen ugyan az volt az íze, az emberek mégis azt válaszolták, hogy a 90 dolláros üvegben lévő bor jobban ízlik nekik. Agyi képalkotási technikát alkalmaztak, hogy teszteljék, hogyan reagál az emberek agya a borkóstolásnál a különböző árcédulák mellett. Azt tapasztalták, hogy az alany agyának egy része, amely a jutalomfeldolgozásért felel, erőteljesen reagál, ha például pénzt nyert, ha egy vonzó személyt látott, vagy ha megkóstolt egy finom desszertet. Akkor is erőteljesen reagált, amikor ugyan abból a borból a drágábbra címkézett bort kóstolta meg. Szóval ténylegesen jobban szeretjük a drágább dolgokat, még az agyunknak ezen a bizonyos részén is. 

## Hatása a teljesítményre
Azonban a magasabb árak hatására nem csak jobban kedveljük az adott dolgot, hanem azt is megmutatja, hogy milyen jól hajlamos működni. A viselkedést vizsgáló közgazdász, Baba Shiv a kollégáival végzett kísérletet. Maga a kísérlet az volt, hogy ugyan azt az energiaitalt adták el az embereknek 2 dollárért és 4 dollárért. Akik 4 dollárért vásárolták ugyan azt az energiaitalt, sokkal energikusabbnak érezték magukat az elfogyasztása után, ráadásul jobban teljesítettek mentális élességet igénylő feladatnál. Tehát ha magasabb áron vásárlunk aszpirint, bort vagy akár egy energiaitalt, nem csak azt mutatja meg, hogy mi van a pénztárcánkban. Az árhatás miatt az agyunk feltételezi, hogy a magasabb ár magasabb minőséget is jelent, még abban az esetben is, amikor egy termék ára teljesen tetszőlegesen van meghatározva.

## A Grey Goose vodka története
Vannak olyan esetek az üzleti életben, amikor nem kell semmiféle különleges reklám egy termék eladásához. Sidney Frankot az Absolut vodka dominanciája ihlette. Egy piacvezető ultra prémium kategóriát akart létrehozni. Sidney Frank mindössze annyit tett, hogy megháromszorozta a Grey Goose nevű vodkájának árát, hogy az emberek magasabb minőségűnek tartsák. Emellett lecserélte az ital üvegét is egy magasabb és keskenyebb változatra, hogy az a bárokban ne férjen el az alsó polcokon, ahol az olcsóbb italokat tartják, hanem magasabbra kerüljön a drágább és minőségi italok közé. 1998-ban megkapta a „best tasting” jelzőt, 2004-ben pedig a Bacardi cég 2 milliárd dollárért felvásárolta a Grey Goose vodkát a sikeres marketingötletnek köszönhetően. Frank az árhatás jelenség révén vált sikeressé.